# Blechnum lehmannii
Blechnum lehmannii là một loài thực vật có mạch trong họ Blechnaceae. Loài này được Hieron. mô tả khoa học đầu tiên năm 1904.